# Muraköz megszállása (1918)
A Muraköz megszállása közvetlenül az első világháborút követően 1918 novemberében és decemberében történt, amikor a Szlovének, Horvátok és Szerbek Nemzeti Tanácsához hű erők elfoglalták Muraközt. A túlnyomórészt horvátok lakta terület a jugoszláv csapatok általi megszállásáig a Magyar Királyság része volt. A régiót, amelyet a párizsi békekonferencián ítéltek oda a számára a Szerb-Horvát-Szlovén Királyság annektálta.
A Muraköz elfoglalására irányuló katonai akció 1918 novemberében kezdődött, látszólag a Muraköz lakosságának lázadása elleni magyar fellépésekre válaszul. Ivan Tomašević őrnagy egy 300 fős haderőt vezetett, amelyet Csáktornya, a régió legnagyobb városa közelében magyar erők vertek szét. A Szerb Királyi Hadsereg és a Francia Armée d'Orient katonai segítségkérését az antanthatalmak és Magyarország között létrejött belgrádi fegyverszünetben vállalt kötelezettségek miatt, amelyek a Dráva folyót határozták meg a magyar demarkációs vonalként a térségben, visszautasították. A Nemzeti Tanács december 24-én új erőfeszítésbe kezdett: szlovén önkéntesekből és a Horvát Honvédség nagy részéből álló 3000 fős haderőt küldött. A második Muraközi behatolást Dragutin Perko őrnagy részleteiben tervezte meg, és később ő irányította a támadó erők nagy részét is. A Muraközt december 24-én a magyar csapatok nagyobb ellenállása nélkül foglalták el. Kormányzójává Perkót nevezték ki, a régiót pedig az önrendelkezés elvére hivatkozva a Szerb-Horvát- Szlovén Királyság részévé nyilvánították. A térség csatlakozását párizsi békekonferencia később megerősítette.

## Előzmények
Az Ausztria-Magyarországon élő szlovéneket, horvátokat és szerbeket képviselő politikai pártok képviselői 1918. október 5-6-án az újonnan kikiáltott Szlovének, Horvátok és Szerbek Államának (mely magában foglalta Szlovénia, Horvát-Szlavónország, Dalmácia és Bosznia-Hercegovina területeit) központi szerveként megalakították a Szlovének, Horvátok és Szerbek Nemzeti Tanácsát. A tanács kiszorította a tényleges hatalomból a Jugoszláv Bizottságot, egy korábban létrejött ad hoc csoportot, mint a Habsburg uralom alatt álló területeken élő délszlávok érdekképviseletét. A Jugoszláv Bizottság eredeti célja a délszlávok lakta területek Ausztria-Magyarországtól való függetlensége, valamint a jugoszlávizmus elvei szerint ezeknek a területeknek a Szerbiával való egyesítése volt. Szerbia az 1914-es niši nyilatkozatban nyilvánította ki első világháborús célját e területek egyesítésére.

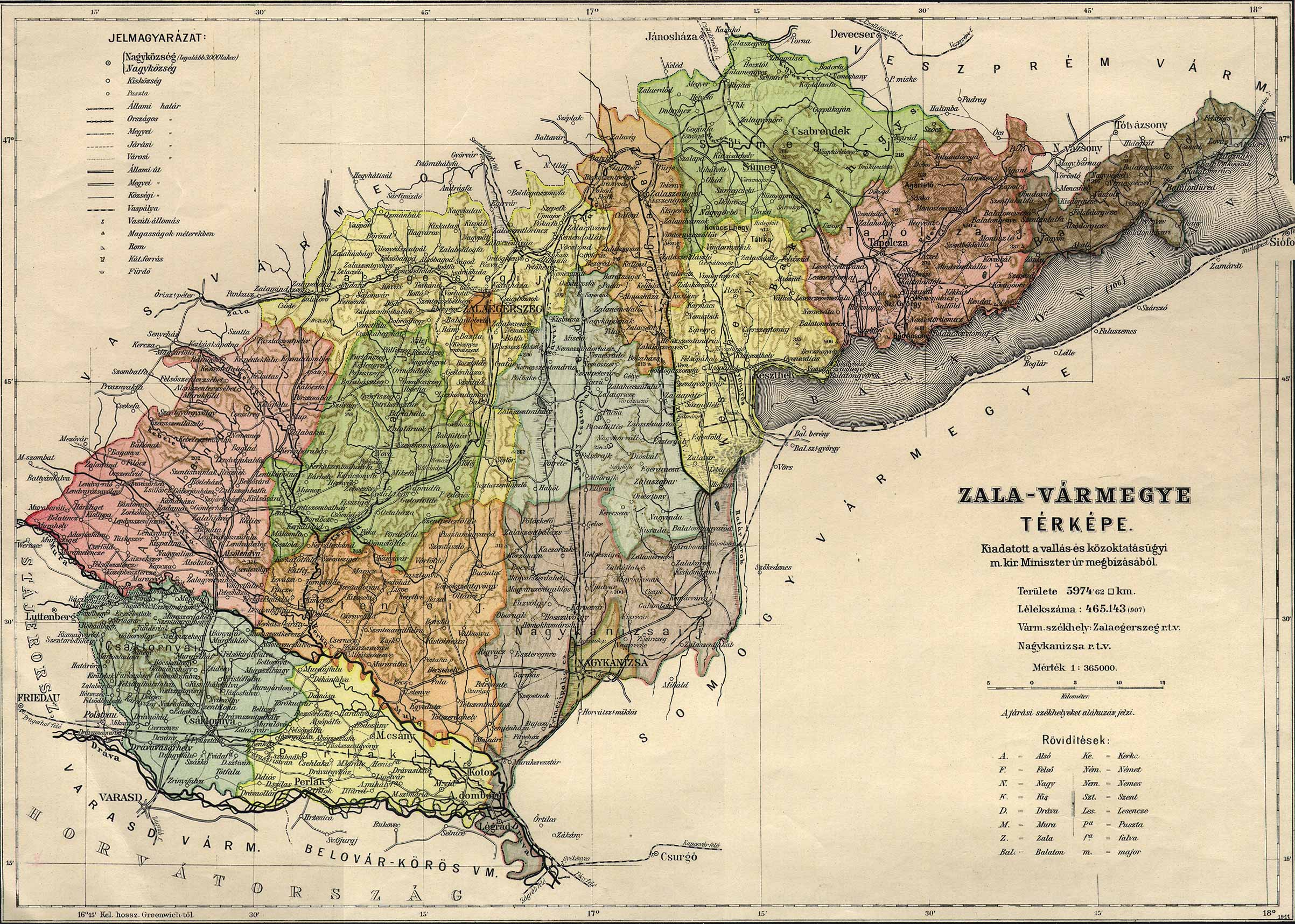
Zala vármegye 1910-es térképe a Muraközzel.

Október 29-én a Horvát Szábor kikiáltotta Horvát-Szlavónország függetlenségét Ausztria-Magyarországtól. A tanács november elején találkozott a svájci Genfben szerb képviselőkkel, és elfogadta Nikola Pašić szerb miniszterelnök javaslatát a Szerbiával való egyesítés megvalósítására. Szerbia napokon belül megtagadta a rövid életű genfi nyilatkozatot. Az antanthatalmak és Ausztria-Magyarország közötti villa giusti fegyverszünetet követően az Olasz Királyság megindította hadseregét, hogy biztosítsa magának a Szlovének, Horvátok és Szerbek Állama által igényelt területek azon részét, amelyet az 1915-ös londoni egyezmény Olaszországnak ígért. Az olasz erők követték az olasz frontról hazatérő, visszavonuló osztrák-magyar csapatokat. Az általában Magyarországon állomásozó osztrák-magyar csapatok olyan vonatokon érkeztek vissza, amelyek a magyarországi Zala vármegyének a Dráva és a Mura folyók között elhelyezkedő, nagyrészt horvátok által lakott részén, Muraközön keresztül közlekedtek. Az 1910-es népszámlálás szerint a régió 90 387 lakosa közül 82 829 horvát volt. A háború alatt a muraközi születésű horvát ügyvéd és politikus, Ivan Novak röpiratot adott ki, amelyben a muraközi horvátok önrendelkezését szorgalmazta, és Woodrow Wilson amerikai elnök tizennégy pontjára hivatkozva támogatta a régiónak egy közös délszláv államhoz való csatolását. Novák ugyanakkor elsősorban azzal vádolta Magyarországot, hogy abszolutista törvénykezést kényszerít ki, azzal a céllal, hogy uralkodjon a nem magyarokon. Bár a magyar kormány betiltotta, a muravidéki horvátok magyar uralomhoz való viszonyulását Novak írása inspirálta. A háború utolsó szakaszában az élelmiszerhiány és a betegségek – különösen a spanyolnátha – hozzájárultak a társadalmi elégedetlenség fokozásához. Ráadásul az ún. zöld káderek – a banditizmusból élő dezertőr katonák – miatt a közbiztonság Magyarországon és Horvát-Szlavóniában is rossz volt.

## Az első támadás
1918 novemberének elején Muraköz keleti részén több faluban lázadás kezdődött, mely gyorsan átterjedt az egész régióra. A lázadás az osztályharchoz hasonlított, de a felkelők mindenkit célba vettek, akit etnikai alapon ellenségnek tekintettek. A „Wilsoni elvekre” hivatkozva törekedtek az elszakadásra és a magyarok kiszorítására a régióból. Prominens magyarok birtokait, köztük a Festetics család drávacsányi birtokát és a zalaújvári Feštetić-kastélyt kifosztották.
1918. november 2-án a Murakirály – Perlak vasútállomáson leverték a magyar helységjelző táblákat. Ugyancsak Perlakon fosztogatások, rablások történtek. Muracsányban, Alsómihályfán a községi pénztárba betörtek, azt kirabolták, az adóügyi jegyzőt súlyosan bántalmazták. Muracsányból a jegyzőnek el kellett menekülni. November 3-án a varasdi Dráva-hídnál több száz főnyi felfegyverzett tömeg gyűlt össze, hogy Csáktornyára vonuljon. A csekély számú magyar hídőrségnek semmi esélye sem volt a feltartóztatásukra, az ellenállásra, azonban a varasdi csendőrség reguláris katonai erőkkel szétverte őket, mielőtt bevonulásukat megkezdték volna. Muraszerdahelyen kirabolták az összes kereskedőt, a jegyzői irodát és gróf Zichy Ágoston kastélyát. A körjegyző betegen menekült Csáktornyára, ahol a kiállt izgalmakba belehalt. Stridóváron szétrombolták a körjegyzői irodát, kirabolták a takarékpénztárt éd gróf Dunai kastélyát. Csáktornyán szétverték a ferenciek zárdájában az összes berendezést, a pincében lévő borokat kieresztették.
Bosnyák Géza, Zala vármegye főispánja, mivel központi segítséget nem kapott, saját hatáskörében statáriumot hirdetett, melyet a belügyminiszter jóváhagyott. Csáktornyán mintegy 400 fős
karhatalmi különítményt hoztak létre, akik megtisztították a vasútállomást és egész Csáktornyát a behatolóktól. Közben a Horvátországból beszivárgó fegyveresek elfoglalták Drávavásárhelyt, melyet a Sebestyén százados vezette karhatalmi egység visszafoglalt, majd Miksavárból is kiverte a behatolókat. November 12-én reggel a miksavári katonai csoport nyugatról, a csáktornyai katonai csoport pedig északkeletről egyidőben vonult fel a megszállt Drávavásárhely ellen, majd azt bekerítve szétverte a lázadókat, akik Varasd irányába menekültek.
November 10-én Varasdon népgyűlést tartottak a muraközi zavargások megvitatása céljából. A Nemzeti Tanács tagjai állítólagos zsoldosokat és magyar zöldkádereket okoltak az erőszakért. A Nemzeti Tanács varasdi és kaproncai bizottságai küldöttségeket küldtek Zágrábba, hogy segítséget kérjenek a központi kormánytól és Dušan Simović ezredestől, aki éppen a Szerb Királyi Hadsereg képviselőjeként érkezett Zágrábba. Válaszul Mate Drinković Nemzeti Tanács védelmi biztosa Ivan Tomašević őrnagyot és Viktor Debeljak hadnagyot küldte Varasdra, hogy dolgozzanak ki tervet Muraköz megszállására. Tomašević horvát katonai erőket is talált Varasdon Stjepan Sertić százados, a Horvát Királyi Honvédség 25. gyalogezredének 3. zászlóaljának parancsnoka alatt.
Felálltítottak egy zászlóaljat, amely nagyrészt muravidéki menekültekből, valamint a Nemzeti Gárda önkéntes különítményéből állt, amelyben Varasdról származó középiskolások voltak, és névleg a Nemzeti Tanácsnak voltak alárandelve. A teljes haderő körülbelül 300 katonából állt. Fegyvereik egy részét a varasdi laktanyából vitték el, más részük pedig a magyar királyi honvéd 14. gyalogezred és a 33. honvéd gyalogezred lefegyverzett katonáitól származott, akik a fegyverszünetet követően Varasdon a Dráván át hazafelé tartottak. Az általános parancsnokságot Tomašević vette át, Franjo Glogovec hadnagy a Muraközi zászlóaljat, Marko Georgijević őrnagy pedig az önkéntes csapatokat vezette.
Ugyanezen a napon a Nemzeti Tanács Belgrádba küldte Laza Popovićot, Valerijan Pribićevićet és Dragutin Perko őrnagyot, ahol találkoztak a Szerb Első Hadsereg parancsnokával, Petar Bojovićval és Sándor régensherceggel, akiktől katonai beavatkozást kértek Magyarország ellen a Muravidéken. A régens utasította Perkót, hogy másnap találkozzon Petar Mišićtyel, hogy megvitassák az ügyet. Mišić azt mondta Perko-nak, hogy Szerbia a fegyverszünet miatt nem tud beavatkozni, de támogatást ígért, ha a szlovének, horvátok és szerbek erői elfoglalják Muraközt.

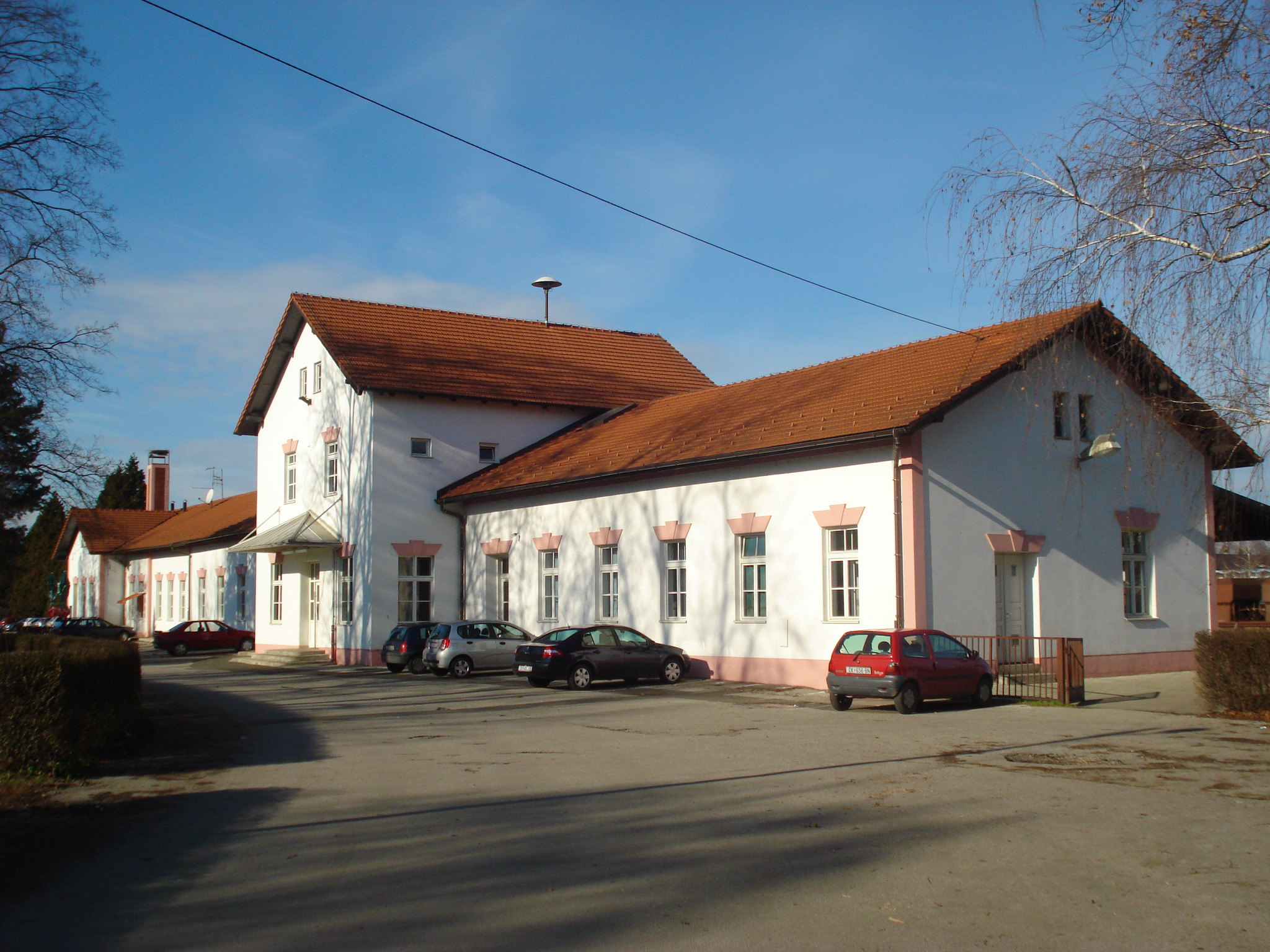
Csáktornya vasútállomása az 1918 novemberi magyar védelem központja.

November 13-án újabb nyilvános gyűlést tartottak Varasdon, amelyen Tomašević és Pero Magdić polgármester bejelentette, hogy este 10 órakor támadást indítanak a Dráva folyón át Muraközbe. Magdić gyors intézkedést szorgalmazott remélve, hogy az javítani fog a horvátok helyzetén, és kinyomtatott egy plakátot, amelyben önkéntesek jelentkezését kérték. A rendelkezésre álló csapatokat tömegek kísérték a Dráva-hídhoz. Átjutva a támadók több tüzérségi egységet helyeztek el, és három hadoszlopra váltak szét. A Muraköz legnagyobb városa, Csáktornya felé tartó fő előrenyomulást Sertić vezette. Az előrenyomulás a főúton, Pusztafa falun keresztül, míg az önkéntesekből álló sereg tőle jobbra, Zrínyifalva falun keresztül nyomult előre. A balszárnyon Glogovec átvezette csapatait Drávacsány falun, majd kelet felé, Csáktornya irányába fordult. Tomašević szerint a hadművelet első szakaszának célja az volt, hogy elfoglalják Csáktornyát, és mielőtt további előretörést kísérelne meg, hídfőt hozzon létre a Dráván. Az előrenyomuló erők november 14-én délelőtt anélkül érték el Csáktornyát, hogy ellenállásba ütköztek volna. Ez megegyezett a Nemzeti Tanács rendelkezésére álló információkkal, amelyek szerint a magyar csapatok a csáktornyai vasútállomás kivételével kivonultak Muraközből. A csáktornyai vasútállomás biztonságával megbízott magyar erők Győry Károly őrnagy parancsnoksága alatt álltak.
A magyar csapatok Csáktornyára érkezésének idejéről és irányáról egymásnak ellentmondó hírek érkeztek; a többség véleménye szerint a többszörösen nagyobb magyar haderő négy vonattal érkezett Nagykanizsa irányából nem sokkal azelőtt, hogy a Tomašević által vezényelt csapatok elérték volna a várost. A csapatok először a csáktornyai vasútállomás közelében harcoltak, ahol a magyar erők állásaikban felkészülve várták a támadókat. A Tomašević által vezényelt csapatok a Dráva-hidakon át rendezetlenül Varasdra menekültek, vagy miután a magyar lovasság mindkét hidat elfoglalta, a folyót átúszva mentették az életüket. A Kulmer Ferenc Varasd vármegye főispánja és Huszár Pál csáktornyai járási főbíró kötött fegyverszünet hatására a harcok még aznap véget értek. Kulmer és Huszár november 15-én ismét találkozott, hogy megbeszéljék a Varasd–Csáktornya közötti vasúti forgalom helyreállítását és a Dráva hidakon áthaladó forgalom biztonságának ellenőrzését. Mivel Varasd város határa a Dráva folyótól kissé északra nyúlt, Huszár beleegyezett, hogy a hidakhoz ne állítsanak magyar katonákat, és a biztonságot a Szlovének, Horvátok és Szerbek Állama fogja szavatolni. Simović szerint Tomašević veresége a felkészülés teljes hiányának következménye volt, és jelentős félelmet keltett egy a Varasd elleni magyar támadástól. Sajtóértesülések szerint a harcok során a magyar erők legalább négy támadót öltek meg.

## A második támadás

### Az előkészületek
Simonović november 16-án a Nemzeti Tanács nevében új kérelmet küldött Szerbia katonai beavatkozására. A Nemzeti Tanács el akarta foglalni Muraközt, és ezt követően létrehozni egy ún. „cseh korridort” (szárazföldi összeköttetést Csehszlovákiával). Három nappal később Szerbia elutasította a kérelmet, mert a (november 13-án megkötött) belgrádi fegyverszünet a Dráva folyót határozta meg a Muraköz és Varasd térségében a magyar ellenőrzés alatt álló terület határaként. Gömbös Gyula zágrábi magyar követ november 19-én jelentést terjesztett elő, amelyben kijelentette, hogy a Muraközben a magyar érdekek ellenében további katonai lépések valószínűsíthetők, és az ehhez szükséges erők Varasd közelében gyülekeznek. November 23-án a Nemzeti Tanács levelet intézett Louis Franchet d'Espèrey tábornokhoz, amelyben azt kérte, hogy elfoglalhassa a Muraközt. A Muraköz elfoglalásának kísérletét lényegesen nagyobb haderő részvételével december 6-ra tervezték. Drinković Slavko Kvaternik ezredest nevezte ki az offenzíva élére. A támadást egy zágrábi fegyveres konfliktus miatt halasztották el, amelyre egy nappal a tervezett művelet előtt került sor.

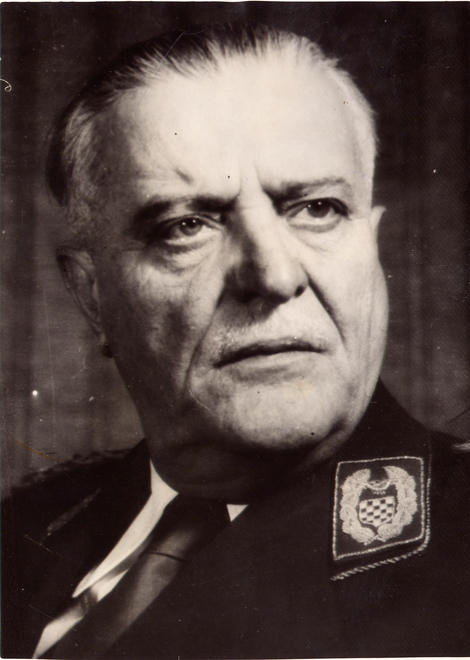
Slavko Kvaternik ezredes a megszálló erők parancsnoka.

Kvaternik végül úgy döntött, hogy az elhalasztott offenzíva december 24-én kora reggel kezdődik. A Szerb-Horvát-Szlovén Királyság területeinek november végi egyesülése ellenére a Muraköz elleni támadás előkészítése során bevetett erők nem kerültek be a szerb hadseregbe, és továbbra is a Nemzeti Tanács ellenőrzése alatt álltak. December 11-én Bojovićot arra kötelezték, hogy ne lépje át a Dráva folyót, a belgrádi fegyverszünet által meghatározott határt. December 20-án a szerb királyi hadsereg legfelsőbb parancsnoksága értesítette Milan Pribičević ezredest, aki a zágrábi összekötő irodához tartozott, hogy sem a szerb, sem a francia Armée d'Orient nem fogja közvetlenül támogatni az offenzívát.
Közben Perko elkészítette a Muraközbe való második behatolás tervét, melyet Kvaternik véglegesített. Kvaternik hét zászlóaljához 3000 katonát rendelt, amelyeket 24 ágyúval, 52 géppuskával, egy páncélautóval, és tizenegy teherautóval látott el. A haderőnek két lovasszázada, egy egészségügyi különítménye és egy távközlési százada is volt. A támadóerőt két fő tengely mentén helyezték el; a haderő zöme Perko parancsnoksága alatt Varasdtól északra, Csáktornyáig vonult előre, míg a támadó erő egy kisebb részét a Muraköztől nyugatra helyezték el Ivo Henneberg őrnagy parancsnoksága alatt, akinek az volt a feladata, hogy Ormosdból keletre Csáktornya felé és Stridóvár faluból a Mura folyó mentén nyomuljon előre. A Szerb Királyi Hadsereg egy gyalogzászlóaljból álló tartalékos haderejét egy fél lovasszázad és egy Aksentije Radojković őrnagy vezette géppuskás különítmény támogatta. A tartalékos haderő Varasd közelében gyűlt össze, de nem vett részt a támadó akciókban. Kvaternik Varasdon állította fel főhadiszállását a hadművelet irányítására. A muraközi magyar erők jóval kisebbek voltak; legtöbbjük Csáktornyán állomásozott, és kisebb kötelékeket telepítettek a régió nagy falvaiba. A haderőt Kühn György ezredes irányította, Győry pedig a helyettese volt.

### A támadó hadművelet
A Kvaternik először Csáktornyát, valamint Muraszerdahelyen és Kotoron a Mura folyó vasúti és közúti hídjait kívánta elfoglalni, amelyek a Muraközt Zala vármegye többi részével kötötték össze. Végső soron az volt a célja, hogy elfoglalja a Mura folyótól délre fekvő teljes területet. A támadás december 24-én reggel 6 órakor kezdődött. A Perko vezette csoport egy része a Varasdból Csáktornya felé vezető főúton haladt előre. Reggel 8 órára a Karlo Pogledić őrnagy vezette erők – Tomašević (26. gyalogezred) segítségével – a Hrženica falu lakosságától beszerzett csónakokon és tutajokon ellenállás nélkül átkeltek a Dráván. Elfoglalták Perlakot, Murakirályt és Muracsányt, majd a Letenyétől délre a Mura-hídig nyomultak előre azzal a céllal, hogy elzárják a Budapest felé vezető főutat. A nyugatról előrenyomuló erők kettéváltak. Ivo Henneberg őrnagy a szlovén Središče ob Draviból haladt Csáktornya felé, hogy elfoglalja a Dráva bal partját, és – biztosítva Perko bal szárnyát – Csáktornyán csatlakozzon Perkóhoz. A szlovén területről előrenyomuló haderő második része Stridóvár és Muraszentmárton falvakon haladt keresztül. Erminije Jurišić százados vezetésével a muraszerdahelyi hidak és a közeli kompok elfoglalása volt a feladata. A folyásirányban lejjebb elhelyezkedő többi komp elfoglalását a Matija Čanić százados vezette lovasszázadra bízták. Magyar katonai ellenállásba sehol sem ütköztek, ugyanis a magyar hatóságok a statárium keltette hangulat hatására a katonai erőket már korábban kivonták.

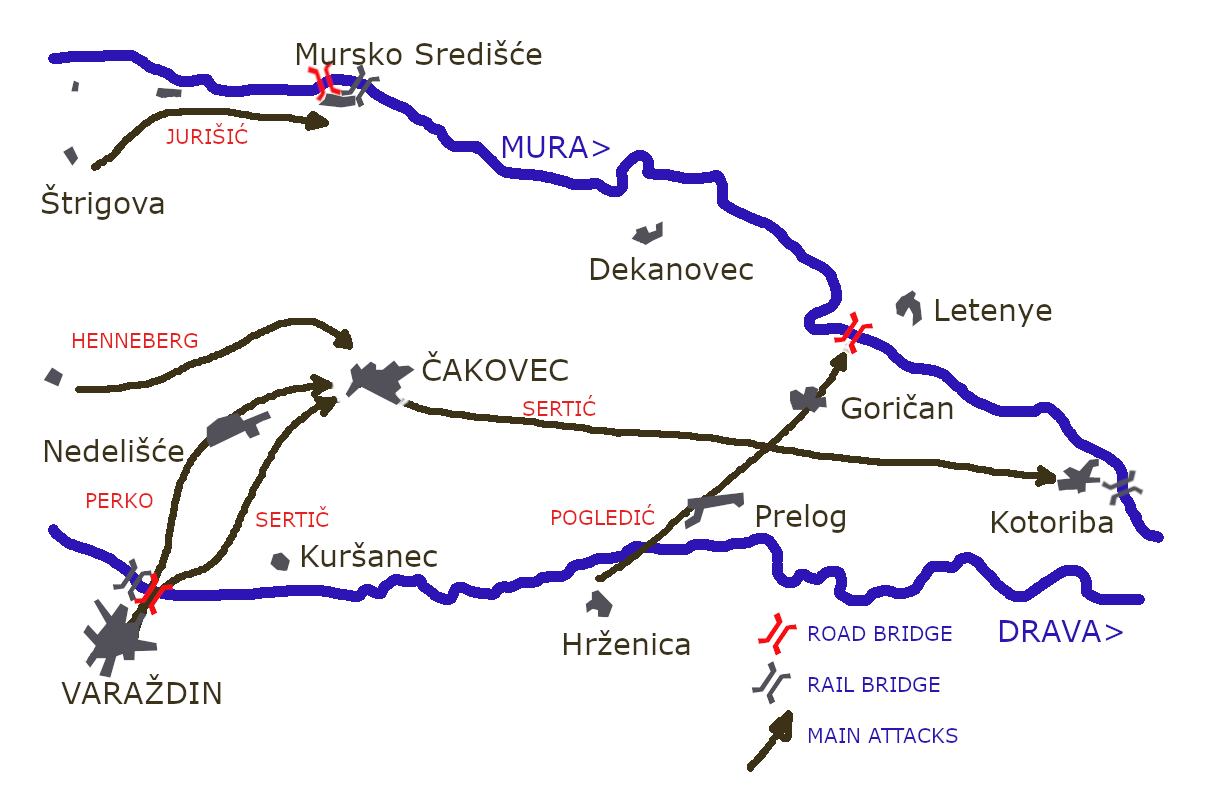
A támadó hadművelet vázlatos térképe.

Délelőtt 10 órára a támadó erők átvették az uralmat a Mura déli partja felett, és körülvették Csáktornyát. Perko, miután elfogott tizenhat magyar katonát, akik a város déli bejáratát őrizték, elküldte Georgijevićet, hogy lovagoljon be Csáktornyára, és kérje a város átadását. Győry 10 óra 30 perckor a város vasútállomása közelében hivatalosan megadta magát, miközben Perkó csapatai állást foglaltak a városban. Győry elmondta, hogy nem ismeri el az új hatalmat, és a támadók megsértették a belgrádi fegyverszünetet. Perko délelőtt 11 órakor telefonon tájékoztatta Kvaterniket Csáktornya elfoglalásáról, majd Kvaternik a városba autózott, hogy találkozzon Győryvel. Csáktornyán lefoglaltak egy személyvonatot, amelyet kiürítettek, és felszállt rá a Sertić vezette gyalogság fél zászlóalja. A vonattal Kotor faluba mentek, ahol leszálltak, hogy elfoglalják a Muraköz utolsó, még meg nem lakott részét – a falu és Légrád közötti területet, a Mura és a Dráva találkozásánál. Délután 1 órakor Sertić ezt a területet is elfoglalta, és az egész Muraközt Kvaternik erőinek ellenőrzése alá helyezte. Fegyveres ellenállásba nem ütköztek. A korabeli média három magyar katona haláláról számolt be az offenzívában. Nem érkezett jelentés arról, hogy a támadó csapatok között haláleset történt volna.

## Következmények
December 24-én délután Kvaternik levelet juttatott el a muraközi papsághoz, amelyben arra utasította őket, hogy olvassák fel a lakosságot az új hatalom elismerésére buzdító kiáltványát. A levélben az állt, hogy a Muraköz attól a naptól kezdve a Szerb-Horvát-Szlovén Királysághoz tartozik. Tartalmát az aznapi éjféli szentmisén olvasták fel, majd a felolvasás a „Lijepa naša domovino” kezdetű horvát nemzeti himnusz eléneklésével zárult. A Nemzeti Tanács területi bizottsága 1919. január 9-re népgyűlést hirdetett Csáktornyára. December 25-én megérkezett a magyar kormány képviselője, hogy Kvaterniktől magyarázatot kérjen a bevonulásra, éd még aznap visszatért Budapestre. Perkót a Muraköz polgári és katonai kormányzójává nevezték ki. Első tettei között szerepelt a „Međimurske novine” című horvát nyelvű napilap megalapítása és a magyar nyelvű „Muraköz” című újság betiltása. A Nemzeti Tanács regionális bizottsága táviratot küldött Sándor régenshercegnek, amelyben tájékoztatta a Muraköz országához való december 24-i csatlakozásáról, mire a régens szilveszterkor táviratban gratulált nekik.

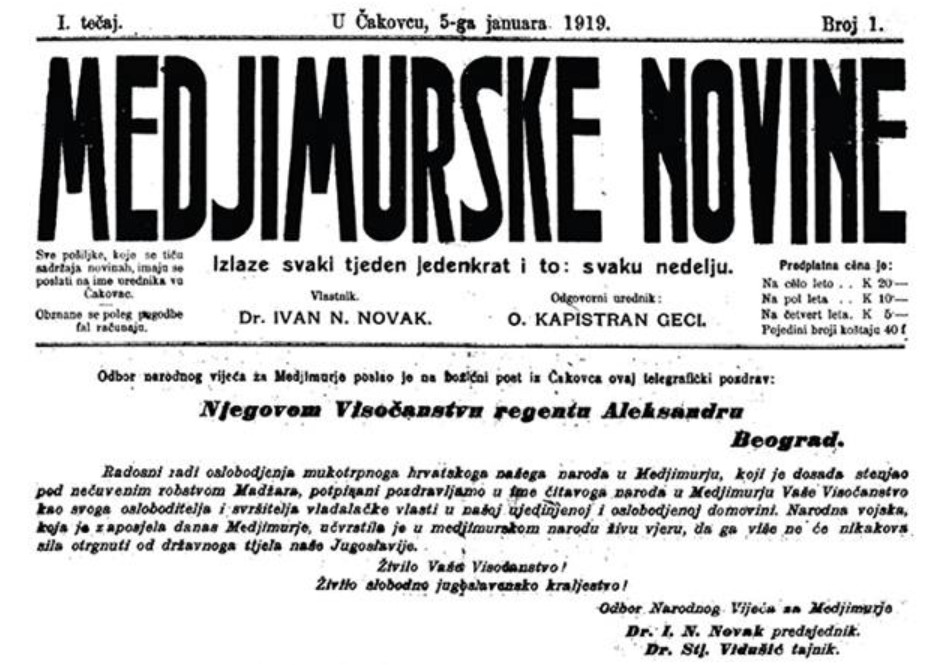
A Međimurske novine első számának címlapja a szerb régensherceg gratuláló táviratának szövegével.

A megszálló katonaság mindenütt lefoglalta a hivatalokat, az állami eszközöket, pénzeket. December 28-án Horvátországból megérkeztek a horvát hivatalnokok, és felváltották a még helyükön lévő magyarokat. A horvát hatóságok ajánlatot tettek több magyar köztisztviselőnek, hogy maradjanak horvát
szolgálatban. Miután ezt mindenki megtagadta, útlevelet adtak nekik és távozásra szólították fel őket. A horvát nemzetvédelmi megbízott a katonai akcióval együtt nyilatkozatot tett közzé, ennek tartalma csak később vált ismertté a magyar hatóság és lakosság számára. A nyilatkozat szerint a magyar elnyomás alatt álló horvát lakosság a vele szemben elkövetett erőszakosságok, zaklatások miatt kérte felszabadítását. Ezzel beigazolódott a magyar kormányküldöttség korábban hangoztatott aggodalma, amikor a katonai egyezmény kidolgozásakor tiltakozott a bevonulás rendteremtésre való hivatkozás címén történő utólagos legalizálása miatt.
Január 9-én Csáktornyán a népgyűlésen mintegy 10 000 ember gyűlt össze, amely határozatot fogadott el, amelyben kimondta, hogy a Muraköz elszakad Magyarországtól és csatlakozik az Szerb-Horvát-Szlovén Királysághoz. A nyilatkozat, amelyet Sándor régensnek táviratoztak, utalt a nemzeti önrendelkezés elvére, és ezen elv bajnokaként Wilson elnököt dicsérte. A nyilatkozat rendelkezéseit később megerősítette a párizsi békekonferencia, amely a trianoni békeszerződés révén meghatározta a magyar határokat, és Jugoszláviánál hagyta Muraközt.
Közben a magyar kormányzati szervek sem voltak tétlenek és helyszínen tartózkodó Vix francia alezredes útján tiltakoztak a demarkációs vonal olyan súlyos megsértése ellen. A magyar fegyverszüneti bizottság 1919. február 19-én részletes térképet is készített az elfogadott demarkációs vonal és az elfoglalt terület, azaz a Muraköz határairól. A magyar indokolás többek között tartalmazta: a Muraköz „[...] sohasem volt horvát terület, hanem mindig Magyarországhoz tartozott”. Felkérte az antant főparancsnokságot, hogy „a szerb illetve jugoszláv csapatok a Dráva folyó déli partjára vonassanak vissza.”  Azonban sem az antanthatalmak, sem a Szerb-Horvát-Szlovén állam nem adott magyarázatot, vagy indokolást a területekelfoglalásra. A Muraköz sorsa tehát minden bizonnyal már az események előtt néhány héttel eldőlt a színfalak mögött.
2005 óta január 9-ét a Magyarországtól való elszakadásról szóló 1919-es határozat emléknapjaként ünneplik a Muraköz településein.

## Fordítás
Ez a szócikk részben vagy egészben  a(z)   1918 occupation of Međimurje című angol Wikipédia-szócikk ezen változatának fordításán alapul.  Az eredeti cikk szerkesztőit annak laptörténete sorolja fel. Ez a jelzés csupán a megfogalmazás eredetét és a szerzői jogokat jelzi, nem szolgál a cikkben szereplő információk forrásmegjelöléseként.